# 伊沢村 (徳島県)
伊沢村（いさわそん）は、徳島県阿波郡にあった村。現在の阿波市阿波町の中部、伊沢谷川の流域にあたる。

## 地理
- 河川 ： 吉野川、伊沢谷川

## 歴史
- 1889年（明治22年）10月1日 - 町村制の施行により、伊沢村・小倉原村および東林村の一部の区域をもって発足。
- 1955年（昭和30年）3月31日 - 久勝町・林町と合併して阿波町が発足。同日伊沢村廃止。

## 交通

### 道路
現在は旧村域に徳島自動車道の阿波パーキングエリアが所在するが、当時は未開通。